# Little, Brown and Company

Little, Brown and Companys logotyp.

Little, Brown and Company är ett amerikanskt bokförlag bildat 1837 i Boston, Massachusetts, av Charles Coffin Little (1799–1869) och James Brown (1800–1855).
1968 köptes Little, Brown and Company upp av Time Inc. 2001 flyttades all verksamhet från Boston till New York, tillsammans med Time Warner Book Groups övriga verksamheter. 2006 såldes förlaget till franska Hachette Livre och blev en del av Hachette Book Group.